# Aviadvigatel PD-14
Le PD-14 (initialement PS-14) est un turbofan de dernière génération développé par la société russe Aviadvigatel pour devenir le groupe propulseur alternatif de l'avion de ligne bimoteur Irkout MC-21. Le PD-14 fut dévoilé début 2010, avec des coûts de développement de 35 milliards de roubles (soit 1,1 milliard de dollars). La compagnie misait sur le démarrage d'une procédure de certification vers 2012.
La famille PD-14 devrait s'agrandir avec la turbosoufflante à engrenages PD-18R, avec une poussée allant de 18 000 à 20 000 kgp. Des débouchés sont attendus dans le secteur des avions de transport lourds, tel l'Il-96,.
Le PD-14 a été développé sous le programme fédéral « Développement de l'équipement d'aviation civile en Russie en 2002-2010 et jusqu'à 2015 », et il s'agit du premier moteur civil de l'histoire de la Russie à avoir été développé avec sa nacelle. Le prix unitaire d'un PD-14 devrait être inférieur à 5,5 millions de dollars. En 2016, sur 175 commandes d'avions MS-21 signées, deux clients ont choisi le moteur russe, équipant alors un total de 27 appareils.

## Développement
La compagnie Aviadvigatel et le motoriste Perm Engine Company travaillent sur un nouveau moteur, sans mélange des flux de la soufflante et du coeur du moteur, avec une poussée dans la plage des 122 à 153 kN. Aviadvigatel précise qu'il s'agirait d'une version améliorée du PS-12 (une version plus puissante du PS-90A) qui serait constituée d'une architecture double corps à fort taux de dilution classique.
Le PD-14 aura un générateur de gaz issu du PS-12, qui possédera un compresseur à haute-pression à 8 étages et une turbine à haute pression à 2 étages. Sa section basse pression possédera 4 étages de compresseur (en incluant la soufflante) et six étages de turbine. Le diamètre de la soufflante sera de 1,90 m, et le nouveau moteur apportera une diminution de consommation en carburant de 10 à 15 % par rapport au CFM56. La société russe indique également que le moteur ne sera pas seulement utilisé par les avions de la famille du MS-21, mais également par des dérivés améliorés du Tupolev Tu-204 ou par l'avion de transport multirôle russo-indien UAC/HAL Il-214.
Les essais en vol du PD-14 sous l'aile d'un Il-76LL modifié ont démarré en novembre 2015 à l'institut de recherches sur le vol Gromov (en). Plus de onze exemplaires (sur les 70 exemplaires déjà commandés) de ce moteur ont déjà été assemblés, ayant effectué une première série de seize vols complets, ne montrant aucune faille majeure.
En juin 2016, la Russie a démarré le développement d'une version turbomoteur du PD-14 pour propulser l'hélicoptère de transport lourd Mil Mi-26.
Selon le site Flight Global, un marché pour des moteurs encore plus puissants (311 kN) est sur le point de s'ouvrir, devant équiper de futurs avions à fuselage large russes ou chinois. Ces clients potentiels se retrouveraient alors face aux deux constructeurs habituels Pratt & Whitney et CFM International, mais pourraient également vouloir un moteur conçu localement. United Engines (UEC), la holding détenue par Rostec qui contrôle Aviadvigatel, annonce qu'un futur PD-35 serait déjà en cours de développement pour répondre à ces futurs besoins.

## Conception et caractéristiques
Proposé comme réponse aux dernières merveilles technologiques occidentales que sont les moteurs de CFM International et Pratt & Whitney, le moteur fut exposé au public pour la première fois au Salon international aérospatial MAKS de 2013, à Moscou, en Russie. Aviadvigatel dévoila le démonstrateur technologique du PD-14, portant le numéro de série 100-01. Même si la société russe avait déjà présenté des maquettes à l'échelle du moteur, cette apparition au MAKS 2013 marqua les esprits, car il s'agissait de la première fois que le constructeur dévoilait un réel exemple des toutes-dernières avancées technologiques dont disposait la Russie.
Le moteur fut exposé avec une soufflante de 1,90 m de diamètre, composée de 18 pales à grande corde faites en alliage de titane. Ce diamètre de soufflante apporte un taux de dilution de 8,5 : 1, ce qui est significativement plus important que sur les moteurs russes précédents, mais toujours légèrement en-dessous des taux de 10 : 1 obtenus par le CFM LEAP-1A ou de 12 : 1 par le PW1400G de Pratt & Whitney. Ce dernier est le moteur de base sélectionné par Irkout pour équiper le MS-21 à son entrée en service prévue en 2017, mais le PD-14 reste prévu comme option de remplacement de conception locale. Aviadvigatel avoue que le PD-14 pourrait aussi fournir un nouveau générateur de gaz, qui pourrait être développé en un moteur désigné PD-18R, qui disposerait d'une soufflante entraînée par engrenages similaire à celle du PW1400G.
Bien que le PD-14 exposé au salon MAKS révéla qu'Aviadvigatel n'avait pas encore adopté la technologie de pales de soufflante composites, le constructeur russe rattrapait le coup par d'autres moyens. Le premier étage de turbine à haute pression du moteur russe fut présenté avec une modélisation en 3D et des canaux internes de refroidissement, éléments qui sont habituellement la marque de fabrique des derniers modèles de moteurs occidentaux. Parmi les éléments modernes, on y trouvait également des générateurs de tourbillons aérodynamiques tridimensionnels dans les chambres de combustion et des aubes de turbines en matériau monocristallin. De même, le carénage entourant le moteur ainsi que sa nacelle étaient constitués à 65 % de matériaux composites. Le constructeur russe mise également sur des coûts d'exploitation plus faibles de 17 % que ceux de ses concurrents.

## Versions

### Moteur initial
- PD-14 : Version initiale du moteur, devant équiper le MS-21-300. Il est taré à 137,3 kN de poussée ;
- PD-14A : Version « dégonflée » du moteur, devant équiper la version MS-21-200. Il est taré à 122,6 kN de poussée ;
- PD-14M : Version plus puissante du moteur initial pour le MS-21-400, taré à 153 kN. Sa turbine basse pression gagne un étage supplémentaire (pour un total de 5 étages. Sa capacité opérationnelle initiale (IOC : Initial Operational Capability) est prévue pour 2018[11]. Il devrait également propulser les Iliouchine Il-76MD-90A et Il-78M-90A.

### Modèles dérivés
- PD-7 : Version détarée, d'une poussée de 78 kN. Il devrait propulser l'Antonov An-148 ;
- PD-10 : Version détarée pour le Sukhoi Superjet 130 (en), d'une poussée de 108 kN[5]. Sa capacité opérationnelle initiale est prévue pour 2018[12] ;
- PD-18R : Version dotée d'une soufflante à engrenages, tarée à 177 kN de poussée. Sa capacité opérationnelle initiale est prévue pour 2020[13]. Il devrait propulser les Tu-214, Iliouchine Il-96-300 et Il-96-400T, Il-214 et Il-106 (ru).

| Modèle                                      | PD-14A                    | PD-14                     | PD-14M                    | PD-10                     |
| ------------------------------------------- | ------------------------- | ------------------------- | ------------------------- | ------------------------- |
| Poussée maximale au décollage               | 122,58 kN                 | 137,29 kN                 | 152,98 kN                 | 106,89 kN                 |
| Masse à vide                                | 2 870 kg                  | 2 870 kg                  | 2 970 kg                  | 2 350 kg                  |
| Diamètre de la soufflante                   | 1 900 mm                  | 1 900 mm                  | 1 900 mm                  | 1 677 mm                  |
| Configuration du compresseur (soufflante +) | 3 étages BP + 8 étages HP | 3 étages BP + 8 étages HP | 4 étages BP + 8 étages HP | 1 étage BP + 8 étages HP  |
| Configuration de la turbine                 | 2 étages HP + 6 étages BP | 2 étages HP + 6 étages BP | 2 étages HP + 6 étages BP | 2 étages HP + 5 étages BP |
| Taux de dilution                            | 8,6 : 1                   | 8,5 : 1                   | 7,2 : 1                   |                           |
| Taux de compression                         | 38 : 1                    | 41 : 1                    | 46 : 1                    |                           |

## Applications
- Irkout MS-21
- Sukhoi Superjet 130 (en)[5]